# Otto Grün (Mathematiker)
Otto Grün (* 26. Juni 1888 in Berlin; † Oktober 1974 ebenda) war ein deutscher Mathematiker, der sich mit Zahlentheorie und Gruppentheorie beschäftigte. Er war Autodidakt und veröffentlichte seine erste Arbeit erst mit 46 Jahren, leistete aber wichtige Beiträge zur Theorie Endlicher Gruppen.

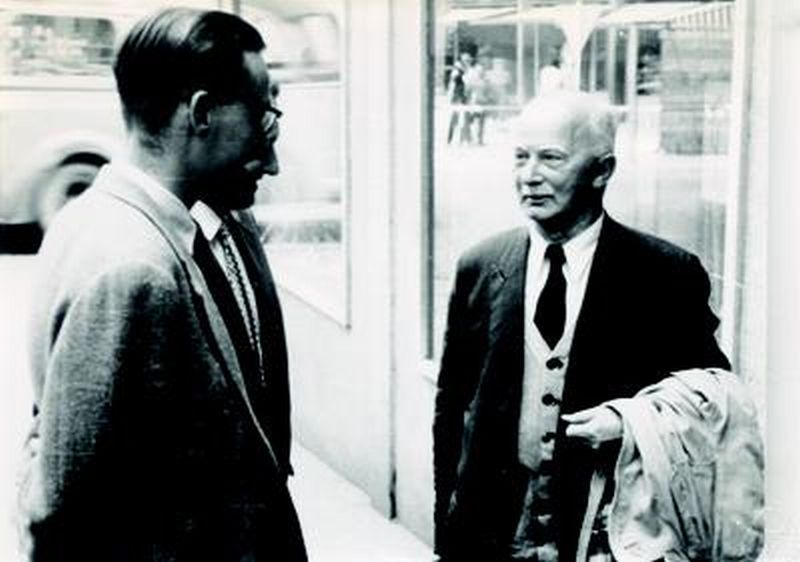
Otto Grün (rechts) 1957 mit Bertram Huppert (links), Helmut Wielandt (verdeckt)

## Biografie
Grün besuchte das Friedrich-Werdersche-Gymnasium in Berlin (Abitur 1908) und ging dann in die Banklehre. Später arbeitete er als Kaufmann. Mit Mathematik befasste er sich als Amateur und war Autodidakt, veröffentlichte aber (von 1934 bis 1964) 26 wissenschaftliche Arbeiten. Ab 1932 stand er in Briefwechsel mit Helmut Hasse. Gleich im ersten Brief versuchte er, die Vermutung von Vandiver in der Theorie der Kreisteilungskörper (im Umfeld der Fermat-Vermutung) zu beweisen.  Hasse fand einen Fehler (sie ist bis heute unbewiesen), ermutigte Grün aber zu weiteren Untersuchungen. Die führten 1934 zu dessen erster Veröffentlichung in Crelles Journal über den zweiten Fall von Fermats Vermutung, nachdem Hasse auch noch den als Experten für diese Fragen geltenden US-amerikanischen Mathematiker Harry Vandiver eingeschaltet hatte (Grün kannte dessen Arbeiten nicht). Über Fragen der Klassenkörpertheorie kam Grün zur Theorie endlicher Gruppen, und noch 1935 bewies er zwei klassische nach ihm benannte Sätze. 1935 nahm Grün an einem Kolloquium über Gruppentheorie in Göttingen bei Hasse teil und auch an der Gruppentheorie-Konferenz 1939 der Göttinger Mathematiker mit Philip Hall, wobei er Ergebnisse zum eingeschränkten Burnside-Problem vortrug. Mit dem Burnside-Problem befasste er sich auch im folgenden Jahrzehnt, erzielte aber nur Teilresultate. Grün hatte sich zu dieser Zeit völlig der Gruppentheorie zugewandt und stand in Kontakt mit Hans Zassenhaus, der die Sätze von Grün in seinem Gruppentheorie-Lehrbuch darstellte, sowie mit Helmut Wielandt und Wilhelm Magnus. 1938 wurde er Chefmathematiker am Geophysikalischen Institut in Potsdam, und im Zweiten Weltkrieg arbeitete er in Berlin für die Marine. Nach dem Krieg erhielt er auf die Initiative des ehemaligen Hasse-Assistenten Hermann Ludwig Schmid hin eine Anstellung an der Berliner Akademie der Wissenschaften. Auf seine Initiative hin wurde Grün auch 1948 in Berlin promoviert. 1953 folgte er Schmid an die Universität Würzburg, wo er 1954 bis 1963 einen Lehrauftrag in Gruppentheorie hatte. Er nahm in dieser Zeit auch regelmäßig an den Gruppentheorie-Treffen in Oberwolfach teil. 1971 zog er wieder nach Westberlin.